# Smith megye (Tennessee)
Smith megye az Amerikai Egyesült Államokban, azon belül Tennessee államban található. Megyeszékhelye és legnagyobb városa Carthage. Lakosainak száma 19 904 fő (2020. április 1.). Smith megye Macon, Trousdale, Wilson, DeKalb, Putnam és Jackson megyékkel határos.

## Népesség
A megye népességének változása:
| Lakosok száma | 19 121 | 19 129 | 19 126 | 19 074 | 19 295 | 19 904 |
|               | 2010   | 2011   | 2012   | 2013   | 2015   | 2020   |